# Klassik Stiftung Weimar
Die Klassikstiftung Weimar (Eigenschreibweise: Klassik Stiftung Weimar) ist nach der Stiftung Preußischer Kulturbesitz und vor der Kulturstiftung des Bundes in Halle die zweitgrößte Kulturstiftung Deutschlands.
Sie betreut ein Ensemble von etwa 27 historischen Wohnhäusern, Schlössern, Museen und Parkanlagen in und um Weimar sowie mit der Herzogin-Anna-Amalia-Bibliothek und dem Goethe- und Schiller-Archiv auch bedeutende Forschungseinrichtungen.

## Geschichte
Die Klassikstiftung Weimar ist aus dem Zusammenschluss der Stiftung Weimarer Klassik mit den Kunstsammlungen zu Weimar am 1. Januar 2003 hervorgegangen. Sie hieß zunächst Stiftung Weimarer Klassik und Kunstsammlungen, bis sie 2006 ihren heutigen Namen erhielt.

### Stiftung Weimarer Klassik
Die Anfänge der heutigen Stiftung gehen auf die Gründung des Goethe-Nationalmuseums und des Goethe- und Schiller-Archivs im Jahr 1885 zurück. Nach der Bildung des Landes Thüringen ging das Goethe-Nationalmuseum zusammen mit einer Reihe anderer Gebäude Weimars aus der klassischen Zeit sowie den Weimarer Schlössern in das Eigentum des Landes über. In den 1920er-Jahren wurden weitere Gebäude Weimars dem Goethe-Nationalmuseum zugeordnet. Ebenfalls 1918 entwickelten sich die Staatlichen Kunstsammlungen zu Weimar aus dem ehemaligen Fürstenbesitz.
Im Jahre 1953 wurden diese, mit Ausnahme der Staatlichen Kunstsammlungen zu Weimar, als Nationale Forschungs- und Gedenkstätten der klassischen deutschen Literatur in Weimar (kurz: NFG) vereinigt. Dazu gehörten u. a. in Weimar Schillers Wohnhaus, Goethes Gartenhaus, das Wittumspalais, das Kirms-Krackow-Haus u. a. m. 1954 kamen die Dornburger Schlösser, 1956 das Nietzsche-Archiv, 1961 das Schloss Ettersburg, 1968 die thüringische Landesbibliothek (1969 umbenannt in Zentralbibliothek der deutschen Klassik, seit 1991 Herzogin Anna Amalia Bibliothek), später der Park an der Ilm, Schloss und Park Tiefurt sowie Belvedere hinzu. Weiter gehörten zu den NFG das Schillerhaus (Bauerbach), das Schloss Großkochberg, das Jagdhaus Gabelbach und das Goethemuseum (Stützerbach) bei Ilmenau sowie, kuratorisch, Goethe-Theater und Kuranlagen Bad Lauchstädt. Geprägt wurde die NFG durch ihren Gründungsdirektor Helmut Holtzhauer.
Nach der Wiedervereinigung wurden 1991 die Einrichtungen und Sammlungen der Nationalen Forschungs- und Gedenkstätten in die neu gegründete Stiftung Weimarer Klassik überführt.

### Kunstsammlungen zu Weimar
Die Kunstsammlungen zu Weimar, gegründet im Jahr 1919, entstanden im Wesentlichen in den Jahren 1922–1928 aus den Museen und Sammlungsbeständen des abgedankten großherzoglichen Hauses Sachsen-Weimar und Eisenach. Zahlreiche Schenkungen, Ankäufe und Leihgaben ergänzen seither die historischen Bestände, wodurch die Sammlung auch an zeitgenössische Kunstentwicklungen anknüpft.
1937 wurde aus der Sammlung des Schlossmuseums in der NS-Aktion „Entartete Kunst“ eine große Zahl von Werken von Margarete Koehler-Bittkow, Charles Crodel, Walter Dexel, Joszef von Diveky (1887–1951), Otto Dix, Lyonel Feininger, Emil Filla, Oskar Fischer, Werner Gallhoff, Werner Gilles, Otto Gleichmann, Albert Gleizes, Hans Hans Grohs, Rudolf Grossmann, George Grosz, Felix Albrecht Harta, Hans Christoph Hartig (1873–1936), Hans Haffenrichter, Erich Heckel, Jacoba van Heemskerck, Josef Hegenbarth, Otto Herbig, Max Hermann, Otto Hettner, Bernhard Hoetger, Karl Hofer, Johannes Itten, Ludwig Heinrich Jungnickel, Wassily Kandinsky, Ernst Ludwig Kirchner, Paul Klee, Walther Klemm, Erich Klossowski, Wilhelm Kohlhoff, Oskar Kokoschka, Käthe Kollwitz, Alfred Kubin, August Macke, Franz Marc, Gerhard Marcks, Walo von May, Carlo Mense, Robert Michel, Johannes Molzahn, Georg Muche, Ernst Müller-Gräfe, Edvard Munch, Max Nehrling, Emil Nolde, Robert Pajer-Gartegen (1886–1944), Max Pechstein, Robert Philippi, Karl Peter Röhl, Christian Rohlfs, Hinnerk Scheper, Oskar Schlemmer, Karl Schmidt-Rottluff, Lothar Schreyer, Otto Schubert, Kurt Schwitters, Otto Theodor Wilhelm Stein, Stüber, Fritz Stuckenberg, Walther Teutsch, Arnold Topp, Hans Trudel, Max Unold, Ernst Wagner und William Wauer beschlagnahmt. Viele davon wurden vernichtet.

## Struktur, Finanzierung, Strategische Ausrichtung
Die Klassikstiftung ist eine gemeinnützige Stiftung des öffentlichen Rechts. Ihre Kernaufgaben und den organisatorischen Aufbau bestimmt das Thüringer Gesetz über die Klassik Stiftung Weimar von 2009. Danach beschließt ein Stiftungsrat über alle grundsätzlichen Angelegenheiten der Stiftung, soweit sie nicht durch dieses Gesetz dem Präsidium oder der Präsidentin bzw. dem Präsidenten übertragen sind. Von 2001 bis 31. Juli 2019 war Hellmut Seemann Präsident der Stiftung. Seit dem 1. August 2019 ist Ulrike Lorenz, ehemalige Direktorin der Kunsthalle Mannheim, die neue Präsidentin der Klassikstiftung Weimar. Der Stiftungsrat besteht aus neun Mitgliedern, und zwar je einem Vertreter des für Kunst und des für Finanzen zuständigen Ministeriums, je einem Vertreter der für Kultur zuständigen obersten Bundesbehörde und des für Finanzen zuständigen Bundesministeriums, zwei Vertretern der Stadt Weimar, einem Vertreter des Hauses Sachsen-Weimar und Eisenach, dem Vorsitzenden des wissenschaftlichen Beirats und seinem Stellvertreter. 2018 waren das: Benjamin-Immanuel Hoff, Günter Winands, Silvia Neubauer, Hartmut Schubert, Stefan Wolf, Peter D. Krause, Michael-Benedikt von Sachsen-Weimar-Eisenach, Werner Frick und Samuel Wittwer.
Die Höhe der öffentlichen Zuwendungen werden über Finanzierungsabkommen geregelt. Für das Jahr 2011 beliefen sie sich auf 19,74 Mio. Euro. Hinzu kommen rund 3,5 Mio. Euro an eigenen Einnahmen sowie weitere Drittmittel für zusätzliche Projekte. 2014 wurde beschlossen, dass die Stiftung weitere 14 Millionen Euro von Bund und Ländern für die Erstellung von kommentierten online-Ausgaben zu Goethes Leben und Werk über einen Zeitraum von 25 Jahren erhalten soll. Zu diesem Zweck wurde eine Forschungsgruppe mit dem Namen Propyläen gegründet. Das geplante online Portal soll bereits nach den ersten zwei oder drei Jahren der Arbeit frei zugänglich sein. Die Klassikstiftung beschäftigt ca. 400 Mitarbeiter. (Stand: Januar 2017)
Im Jahr 2008 legten der Bund und das Land Thüringen ein Sonderinvestitionsprogramm für die Klassikstiftung Weimar mit einem Gesamtvolumen von rund 150 Mio. Euro auf. Mit diesen Mitteln sollen im Rahmen des Masterplans Kosmos Weimar mehrere große Projekte umgesetzt werden: der Wiederaufbau der durch den Brand 2004 zerstörten Buchbestände der Herzogin-Anna-Amalia-Bibliothek, die Sanierung des Goethe- und Schiller-Archivs, die Restaurierung von Handschriftenbeständen, ein zentrales Kunstdepot (vorgesehene Baukosten 10 Mio. Euro) sowie ein neues Bauhaus-Museum. Zudem soll das Stadtschloss Weimar zum Zentrum der Stiftung ausgebaut werden. Die Werkstatt für Papierrestaurierung gilt heute als bundesweit führend auf ihrem Fachgebiet.
Der Wissenschaftsrat hatte in seiner ersten Stellungnahme zu der damals noch
„Stiftung Weimarer Klassik und Kunstsammlungen (SWKK)“ genannten Institution im Jahr 2004 empfohlen, eine Strukturkommission einzusetzen, die ein Konzept für die organisatorische und inhaltliche Neustrukturierung der Stiftung entwickeln sollte. In einer weiteren Stellungnahme vom Juli 2005 stimmte der Wissenschaftsrat den Empfehlungen im Gutachten dieser Strukturkommission zu, das im Juni 2005 fertig gestellt und ihm mit Bitte um Stellungnahme vorgelegt worden war. Er empfahl, zur Überprüfung der Umsetzung im Jahr 2010 eine erneute externe Evaluierung der Stiftung durchzuführen. Im März 2010 bat der Wissenschaftsrat daher den Evaluationsausschuss, die
Evaluation der inzwischen in „Klassikstiftung Weimar“ umbenannten Institution durchzuführen und setzte eine entsprechende Arbeitsgruppe ein. In dieser Arbeitsgruppe haben auch Sachverständige mitgewirkt, die nicht Mitglieder des Wissenschaftsrates sind. Der Wissenschaftsrat ist ihnen zu besonderem Dank verpflichtet. Die Bewertungsgruppe hat die Klassikstiftung Weimar am 18. und 19. Oktober 2010 besucht und auf der Grundlage dieses Besuchs einen Bewertungsbericht verfasst. Nach Verabschiedung durch die Arbeitsgruppe ist der Bewertungsbericht im weiteren Verfahren nicht mehr veränderbar. Der Evaluationsausschuss des Wissenschaftsrates hat auf der Grundlage dieses
Bewertungsberichts am 14. April 2011 die wissenschaftspolitische Stellungnahme erarbeitet. Der Wissenschaftsrat hat die Stellungnahme in seinen Sitzungen vom 25. bis 27. Mai 2011 beraten und verabschiedet.
2004 wurde auf Veranlassung des Wissenschaftsrats ein Konzept für eine organisatorische und inhaltliche Neustrukturierung der Stiftung ausgearbeitet. 2010 prüfte ein Evaluierungsausschuss die Umsetzung der Empfehlungen der Strukturkommission.
Seit der Übernahme durch Ulrike Lorenz 2019 befindet sich die Stiftung in einer strategischen Neuausrichtung. Im Zuge dessen hat sie sich Ende 2020 einem neuen Leitbild verschrieben. Darin festgehalten ist das Ziel, nicht nur die Vergangenheit zu erforschen, sondern auch die Gegenwart aktiv mitzugestalten und Zukunftsvisionen zu entwerfen. Mit dem Themenjahr 2021 Neue Natur startete die Stiftung ihre neudefinierte Prorammarchitektur. Zukünftig sollen in der Veranstaltungs- und Ausstellungsplanung spezifische Jahresthemen Berücksichtigung finden.

## Digitale Angebote
Zu den digitalen Angeboten der Stiftung zählen virtuelle Ausstellungen, 360°-Rundgänge und mit Weimar+ eine Mobile App. Die App wurde im Zuge der Eröffnung des Bauhaus-Museums Weimar 2019 entwickelt und unter dem Namen Bauhaus+ veröffentlicht. Damals begleitete sie die neue Dauerausstellung, wurde aufgrund des Themenjahrs 2021 Neue Natur weiterentwickelt und schließlich zu Weimar+ umbenannt.

## UNESCO-Welterbe
Im Jahr 1998 hat die UNESCO das Ensemble Klassisches Weimar in die Welterbeliste aufgenommen. Dieses Ensemble vereint mehrere Weimarer Gebäude und Parkanlagen, von denen der größte Teil zur Klassikstiftung gehört.
Als bedeutendes Dokument der Weltliteratur wurde im Jahr 2001 der gesamte handschriftliche Nachlass Goethes, der im Goethe- und Schiller-Archiv aufbewahrt wird, von der UNESCO in das Register Memory of the World aufgenommen.
Mit dem Haus Am Horn ist die Stiftung ebenfalls Teil des UNESCO-Welterbe Ensembles Bauhaus und seine Stätten in Weimar, Dessau und Bernau.

## Einrichtungen der Klassikstiftung Weimar
in Weimar:
- Goethe-Nationalmuseum mit Goethes Wohnhaus
- Bauhaus-Museum Weimar
- Musterhaus Am Horn
- Stadtschloss Weimar
- Schillers Wohnhaus und Schiller-Museum
- Neues Museum Weimar
- Wittumspalais
- Park an der Ilm mit
  - Goethes Gartenhaus
  - Römischem Haus
  - Parkhöhle
- Pogwisch-Haus
- Liszt-Haus
- Haus Hohe Pappeln (Wohnhaus des Designers und Architekten Henry van de Velde)
- Schloss, Park und Orangerie Belvedere
- Schloss und Park Tiefurt
- Nietzsche-Archiv
- Fürstengruft auf dem Historischen Friedhof
- Kassengewölbe auf dem Jacobsfriedhof (erste Begräbnisstätte Schillers)

in der Thüringer Umgebung:
- Wielandgut Oßmannstedt (bei Apolda)
- Schloss und Park Ettersburg (das Schloss ist derzeit verpachtet)
- Schloss Kochberg mit Park und Liebhabertheater (bei Rudolstadt)
- Schiller-Museum Bauerbach (bei Meiningen)

Wissenschaftliche Einrichtungen und Sammlungen:
- Herzogin-Anna-Amalia-Bibliothek
- Goethe- und Schiller-Archiv
- Kolleg Friedrich Nietzsche
- Graphische Sammlungen
- Naturwissenschaftliches Kabinett im Goethe-Nationalmuseum
- Kutschensammlung im Kutschenmuseum Auerstedt (bei Bad Sulza)
- Zentrum für Klassikforschung

Verbundene oder nahestehende Vereine:
- Goethe-Gesellschaft Weimar e. V.
- Freundeskreis des Goethe-Nationalmuseums e. V.[10]
- Bauhaus.Weimar.Moderne. Die Kunstfreunde e. V.[11]
- Vereinigung der Freunde des Liebhabertheaters Schloss Kochberg e. V.[12]
- Gesellschaft Anna Amalia Bibliothek e. V.
- Freundesgesellschaft des Goethe- und Schiller-Archivs e. V.[13]
- Grüne Wahlverwandtschaften e. V. (Verein für Weimars historisches Grün)[14]
- Weimarer Kunstgesellschaft von Cranach bis Rohlfs e. V.[15]

Gesellschafterin der Unternehmen:
- Museumshop GmbH Weimar[16]
- SALVE Service GmbH[17]